# タックウィラ (ワシントン州)
タックウィラ（Tukwila 発音: [tʌkˈwɪlə]）は、アメリカ合衆国ワシントン州キング郡の都市である。シアトルの南に隣接している。人口は2万1798人（2020年）。

## 歴史
開拓前、ブラック川とデュワミッシュ川沿いに、デュワミッシュ族 (Duwamish) が生活し、ヘーゼルナッツの緑豊かな森が生い茂っていたことから「タックウィラ」と呼ばれていた。
1853年、北西のウィスコンシン州からカナダのジェセフ・フォスター (Joseph Foster) が移住した。フォスターは「タックウィラの父」として知られ、22年間ワシントン準州の立法府に仕えた。フォスターの住んでいた家はデュワミッシュ川のほとりにあり、1850年代のインディアン戦争の軍事基地として使用されていた。現在はフォートデント公園 (Fort Dent Park) として開放されている。
1908年、正式に設立された。

## 地理
アメリカ合衆国統計局によると、総面積23.5 km2 (9.1 mi2) である。このうち23.1 km2 (8.9 mi2) が陸地であり、0.4 km2 (0.2 mi2) (1.65%) が水地である。

## 人口
2000年の国勢調査では、人口17,181人、7,186世帯、3,952家族が暮らしている。人口密度は743.7/km2 (1,927.0/mi2) である。334.4/km2 (866.4/mi2) の平均的な密度に7,725軒の住宅が建っている。この都市の人種構成は白人58.63%、アフリカン・アメリカン12.79%、ネイティブ・アメリカン1.30%、アジア10.88%、太平洋諸島系1.82%、その他の人種8.06%、混血6.51%である。この人口の13.56%はヒスパニックまたはラテン系である。
全世帯のうち、18歳未満の子供と同居している世帯が28.2%、夫婦のみの世帯が36.4%、未婚女性の世帯が12.4%であり、45.0%は家族を持たない。個人名義の世帯主が34.3%、そのうち65歳以上が5.6%である。世帯ごとの平均人数は2.38人、家族ごとの平均人数は3.09人である。
18歳未満が24.0%、18歳以上24歳以下が10.4%、25歳以上44歳以下が37.3%、45歳以上64歳以下が20.5%、65歳以上が7.8%、平均年齢は33歳である。女性100人に対して男性は109.3人である。18歳以上の女性100人に対して男性は108.9人である。
この都市の世帯ごとの平均的な収入は40,718 USドルであり、家族ごとの平均的な収入は42,442 USドルである。男性は35,525 USドルに対して女性は$28,913 USドルの平均的な収入がある。この都市の一人当たりの収入 (per capita income) は22,354 USドルである。人口の8.8%及び家族の12.7%の収入は貧困線以下である。全人口のうち18歳未満の18.0%及び65歳以上の7.7%は貧困線以下の生活を送っている。

## 交通
タックウィラ駅ではサウンダー通勤鉄道の列車が利用できる。シアトルまでの所要時間は約12分である。アムトラック・カスケーズも停車するので便利である。市域の西部にはリンク・ライトレール（en:Link light rail）1号線の駅がある。

## 教育
- 学区
  - タックウィラ学区 [4]

## 姉妹都市
- 徳島県三好市